# Austropetalia patricia
Austropetalia patricia – gatunek ważki z infrarzędu różnoskrzydłych i rodziny Austropetaliidae.

## Taksonomia
Holotyp tego gatunku odłowiony został w 1903 roku w Leurze w australijskich Górach Błękitnych. W 1906 roku Robert John Tillyard przypisał go do gatunku Phyllopetalia apollo. Błąd swój skorygował w 1910 roku, opisując na jego podstawie nowy gatunek, Phyllopetalia patricia. W 1916 roku Tillyard przeniósł go do nowego rodzaju Austropetalia. Rodzaj ten pozostawał monotypowym aż do opisania w 1995 roku przez Günthera Theischingera gatunku A. tonyana.

## Morfologia

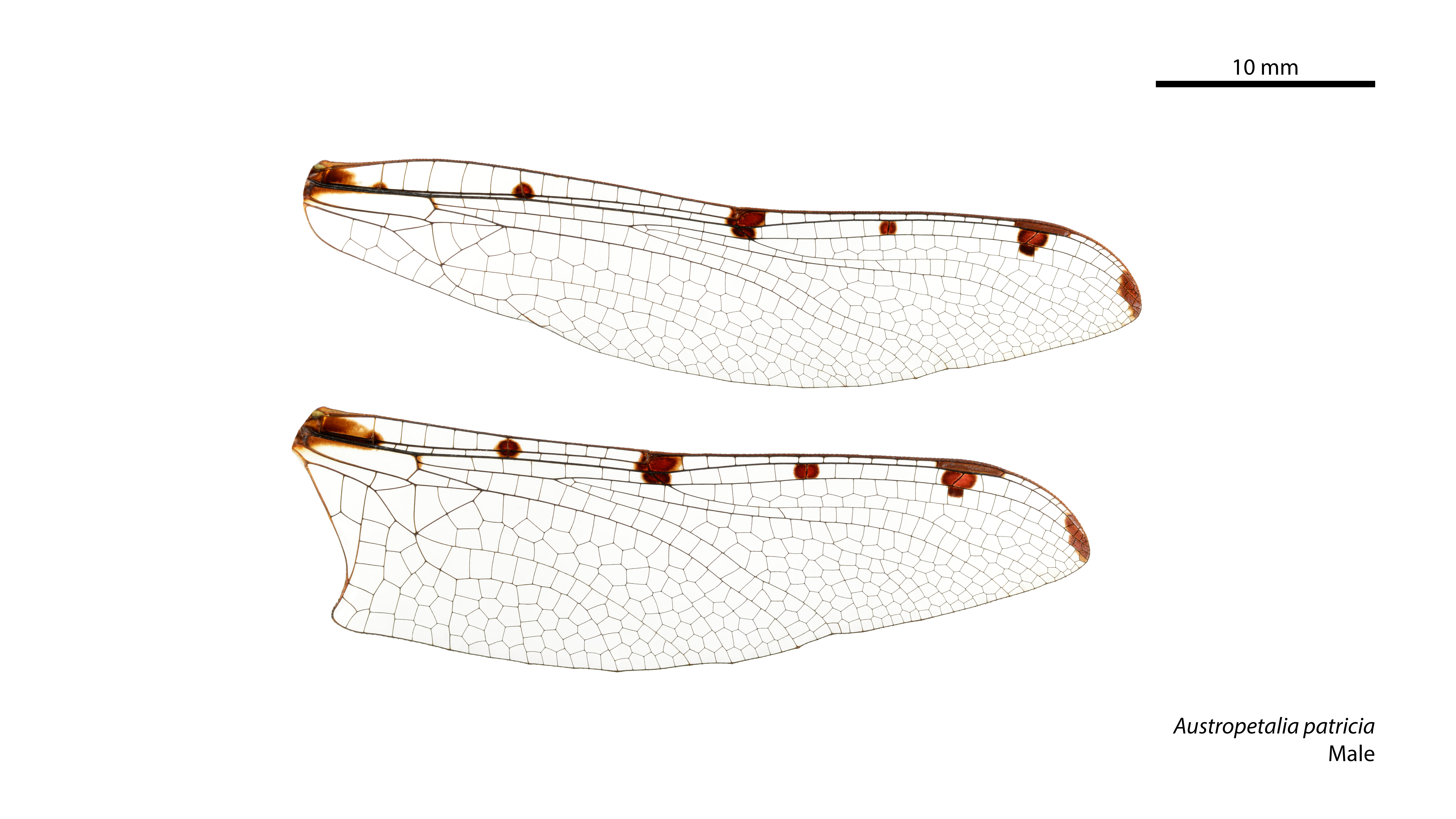
Skrzydła samca A. patricia

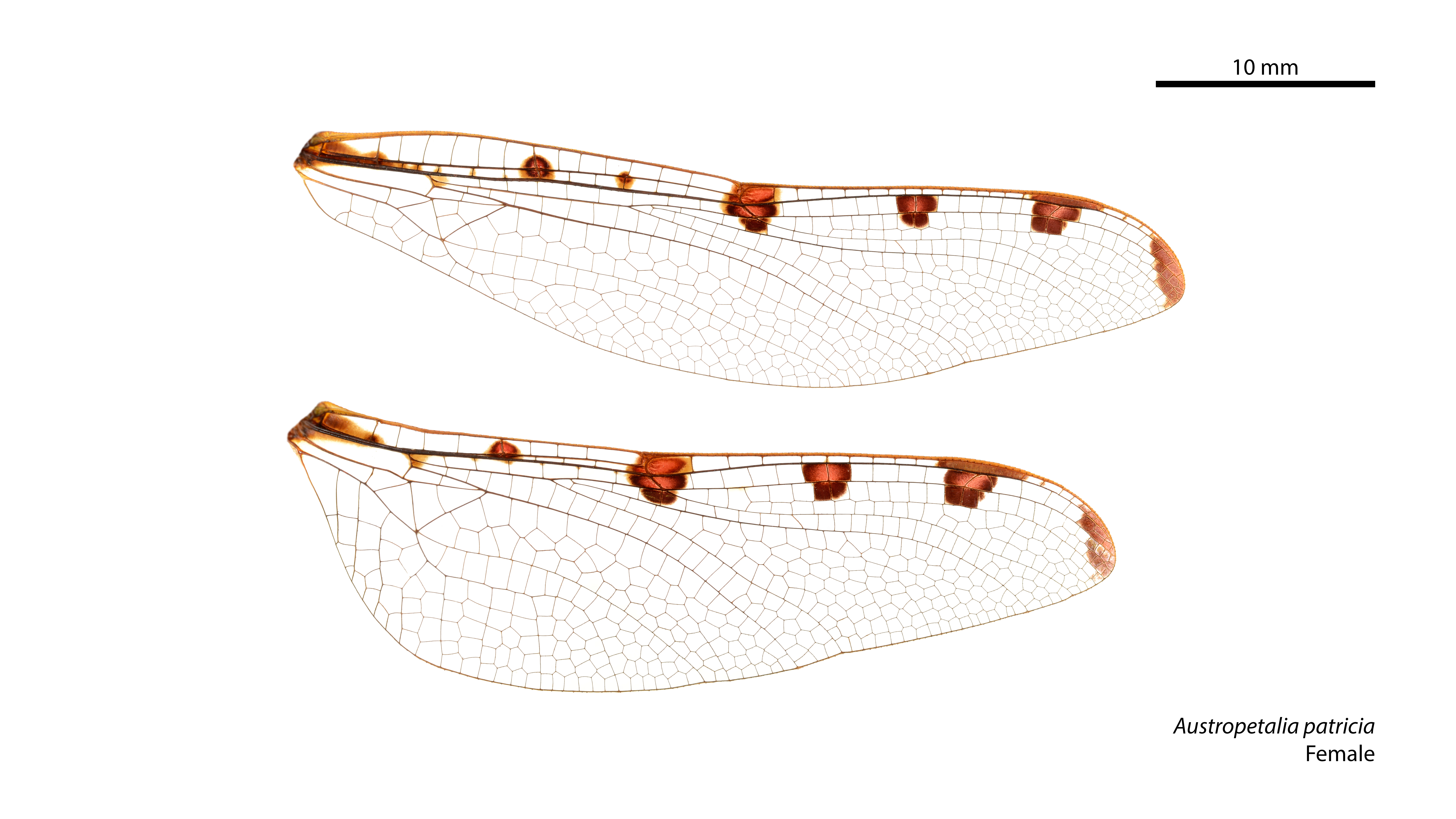
Skrzydła samicy A. patricia

Ważka dość dużych rozmiarów, holotypowa samica ma 57 mm długości ciała i 41 mm długości przedniego skrzydła. Ubarwienie ma rdzawo- lub ciemnobrązowe z zielonkawym lub żółtawym wzorem.
Czoło jest szerokie, wysokie z jasną przepaską poprzeczną przez całą szerokość lub tylko po bokach. Warga górna jest szeroka i również ma jasną przepaskę. Oczy złożone stykają się pośrodkowo na krótkim odcinku.
Tułów ma na ciemnym tle wzór obejmujący trzy pary jasnych pasów o prostym przebiegu, z których jedna, najwęższa leży na grzbiecie, a dwie pozostałe, trochę szersze, na bokach. Pasy na przedzie skrzydłotułowia są wąskie, na większości długości równoległoboczne i oddzielone na odległość większą niż trzykrotność szerokości. Skrzydła mają szereg plam barwy rubinowej do rdzawobrązowej wzdłuż przednich brzegów. Plamek tych jest zwykle łącznie sześć, u samic większych niż u samców. Pierwsza leży przy pierwszej żyłce antenodalnej, druga na żyłce subkostalnej w połowie odległości między nasadą skrzydła a nodusem, trzecia na nodusie, czwarta na pierwszej żyłce radialnej w połowie odległości między nodusem a pterostygmą, piąta w nasadowej połowie pterostygmy, a szósta u wierzchołka skrzydła. Czasem obecna jest jeszcze jedna mała plamka między drugą a trzecią z wymienionych. U samic ponadto błona skrzydła wzdłuż żyłek poprzecznych subkostalnych jest silnie pigmentowana, co różni je od samic A. tonyana.
Odwłok jest długi, u samca dość smukły, u samicy wyraźnie szerszy. Przysadki odwłokowe samca są krótkie, ale smukłe, około czterokrotnie dłuższe niż szerokie, zbieżne, w połowie długości lekko zakrzywione, na szczycie kanciaste. Epiprokt samca wykształcony jest w formie szerokiej płytki o wierzchołku podzielonym na trzy płaty, z których środkowy jest znacznie większy niż boczne. Wtórny aparat kopulacyjny samca ma  ostatni segment pęcherzyka nasiennego (vesicula spermalis) szypułkowaty i zaopatrzony w parę sierpowatych, bardzo długich flagellae. Samica ma duże i grube pokładełko.

## Występowanie i zagrożenie
Owad ten jest endemitem Nowej Południowej Walii w południowo-wschodniej części Australii. Znany jest tylko z nielicznych blisko położonych stanowisk w Górach Błękitnych oraz z dwóch odizolowanych stanowisk odległych od głównej części zasięgu o około 100 km. Spotykany jest na rzędnych od 200 do 1400 m n.p.m. Bytuje na torfowiskach, strefach rozbryzgu przy wodospadach i wzdłuż wąskich cieków wodnych. W 2014 roku górny limit potencjalnych siedlisk dla tego gatunku oszacowano na 585 km², jednak jest on przypuszczalnie bardziej wyspecjalizowany, a jego prawdziwy zasięg znacznie mniejszy.
W Czerwonej księdze gatunków zagrożonych IUCN umieszczono tę ważkę ze statusem gatunku narażonego na wymarcie (VU). Poza obszarami chronionymi zagraża jej urbanizacja, zużywanie zasobów wodnych i pożary lasów, a wewnątrz tych obszarów turystyka. W dalszej perspektywie zagrożona jest też utratą siedlisk wywołaną globalnym ociepleniem, w tym pożarami i powodziami.